# Mario Maya
Mario Maya Fajardo (Córdoba, 23 de octubre de 1937-Sevilla, 27 de septiembre de 2008) fue un bailaor y coreógrafo gitano español. Inició su carrera en las cuevas del Sacromonte de Granada.

## Biografía
Hijo de Trinidad Maya ‘La Rana’, bailaora y cantaora que llegó a trabajar en la cueva de 'La Rocío', en el Sacromonte, en Granada, con su sobrina Salvadora Maya Fernández.
La pintora inglesa Josette Jones le hizo un retrato al óleo, con el que obtuvo en concurso un premio, cuyo importe de 200.000 pesetas le envió desde Londres para que estudiara en Madrid. Después de asistir dos semanas a la academia de El Estampío, en 1953, frecuentó el madrileño “colmao” Villa Rosa, hasta realizar unas actuaciones con Manolo Caracol. Seguidamente ingresó en el cuadro del tablao Zambra, junto a Rosa Durán, Pericón de Cádiz, Perico el del Lunar, Rafael Romero, Juan Varea, El Culata y otros. 
De 1956 a 1958 perteneció al ballet de Pilar López recorriendo distintos países. En 1959 entra en el Corral de la Morería, donde forma pareja con la Chunga, y debutan en el Biombo Chino de Madrid y hacen una gira por Venezuela, Cuba, Puerto Rico, Estados Unidos, Argentina y Colombia. En 1961 actúa en los Festivales de Granada y, formando pareja con María Baena, en el tablao Torres Bermejas de Madrid y hace nueva gira por América. A su vuelta, reaparece en Torres Bermejas en unión de Carmen Mora. 
En 1965 se traslada a Nueva York, donde, al año siguiente, ofrece su primer recital de danza y es contratado por la Columbia Artist Management, desarrollando una gran actividad de recitales. 
Su primer éxito importante es ‘Camelamos Naquerar’ –queremos hablar–, en 1976, donde, obra del dramaturgo y ensayista gitano José Heredia Maya, que reivindica los derechos del pueblo gitano, encontrando en la marginación de su pueblo un permanente argumento para su arte.
De nuevo en España, crea con Carmen Mora y El Güito el Trío Madrid con el que se presenta en tablaos y festivales cosechando éxitos. 
En el año 1977, en el tablao Los canasteros, que Manolo Caracol había abierto en 1963 (esto es, diez años antes de su muerte), descubre a Carmen Cortés. Con ella monta ¡Ay!, Jondo, cuyo estreno tendría lugar en la sala Olimpia, donde hoy se encuentra el Centro Dramático Nacional, en 1981. Con esta obra inicia con Carmen Cortés y El Güito una gira por Nueva York, México, Francia, Italia (La Fenice de Venecia), Alemania y Japón. Ese mismo año se estrenará la película de Tony Gatlif Corre gitano, con Mario Maya como protagonista, acompañado por Carmen Cortés, Manuel Cortes y Manuel de Paula.
En 1983 fundó en Sevilla el Centro Mario Maya para la enseñanza del flamenco, danza clásica y jazz. Mario Maya define su estilo personal con depurada técnica y armonía estética de manos y pies y con quietud de caderas; su cabeza rige un equilibrio místico y profano. 
Falleció el 27 de septiembre de 2008, en su domicilio de Sevilla en compañía de su mujer Mariana Ovalle y sus tres hijos Mario Adonay y Ostalinda Maya Ovalle y de  Belén Maya García (también bailaora).

## Premios obtenidos
- 1976. Premio de Danza y Coreografía Vicente Escudero (Valladolid)
- 1977. Premio de Baile Cátedra de Flamencología (Jerez) Cádiz.
- VII Concurso Nacional de Arte Flamenco (Córdoba) Premio Pastora Imperio. Bulerías. Premio Juana la Macarrona. Alegrías.
- 1980. Premio Giraldillo de la 2ª Bienal Ciudad de (Sevilla)
- 1986. Medalla de Plata de Andalucía.
- 1992. Premio Nacional de Danza. Ministerio de Cultura (Madrid).
- Premio Compás del Cante (Sevilla)
- 1998. Premio Revista de Flamenco "El Olivo" le galardona a través de sus lectores.
- 2005. Galardón Flamenco Calle de Alcalá.

## Montajes realizados
- 1974. Ceremonial.
- 1976. Camelamos Naquerar (Queremos Hablar)
- 1977. "¡Ay! Jondo".
- 1984. "Amargo".
- 1987. El Amor Brujo.
- 1988. Tiempo, Amor, y Muerte.
- 1991. Flamencos de la Trinidad. Para el Ballet de Murcia.
- 1992. Tres Movimientos Flamencos.
- 1994. " Réquiem " y De lo Flamenco.
- 1996. Mundial de Esquí (Montaje en Granada)
- 1998. La Mar de Flamenco "De Cádiz a Cuba"

## Grabaciones realizadas
- "Camelamos Naquerar". Disco - LP y Casete, Film para la TV, R.A.I. (Italia), Film Cortometraje. (España)
- "Canta Gitano". Film Cortometraje. (Francia)
- "Corre Gitano". Film Largo Metraje. (España)
- "Flamenco". Film con Carlos Saura. (España)
- "¡Ay! "Jondo". Disco - LP y Casete, Film para TV. (Barcelona)
- "Amargo". Disco - LP y Casete, Film para TV. (Barcelona)